# Elena Naperotić
Elena Naperotić (* 19. Oktober 2001 in Pula), auch bekannt unter dem Namen lennie, ist eine kroatische Sängerin, Songwriterin und Tänzerin. Sie trat erstmals 2011 als Interpretin der ersten Single aus dem Album "Traži se prijatelj" in Erscheinung, das allen Opfern von Gewalt in Kroatien gewidmet ist.

## Karriere
Naperotić wurde am 19. Oktober 2001 in Pula in eine katholische Familie geboren und verbrachte den Großteil ihrer Kindheit in Tar, Kroatien. Sie zeigte bereits früh Interesse an Musik und Performance. Im Alter von 5 Jahren begann sie bereits mit dem Tanztraining in einem Sommercamp, und in der 1. Klasse trat sie dem Tanzclub USB Poreč bei. Während ihrer Schulzeit verbrachte sie oft Wochenenden in Poreč und unter der Woche in Italien, wo sie ein Kunstgymnasium besuchte. Sie begann allmählich ihre Karriere, indem sie bereits in jungen Jahren an verschiedenen Musikfestivals teilnahm. Im Jahr 2010 gewann sie den Preis für die beste Interpretin unter 10 Jahren beim Kinderfestival "Mali Veliki Mikrofon".
Im Jahr 2011 veröffentlichte Croatia Records das Album "Traži se prijatelj". Der Tonträger, der Luka Ritz, Aleksandar Abramov, Vitomir Jovičić und allen Opfern von Gewalt in Kroatien gewidmet ist, entstand auf Initiative von Arijana Kunštek und Ines Prajo, die auch die Musik und alle Texte auf der CD verfasst haben. Die Lieder handeln von der Kraft wahrer Freundschaft, Liebe, Toleranz, gegenseitigem Respekt, aber auch von Gewalt als negativer Folge der heutigen Gesellschaft. Die erste Single des Albums wurde von Elena Naperotić und dem beliebten Radiomoderator Zlatko Turkalj interpretiert. "Traži se prijatelj", der Titel der ersten Single, wurde mit einem Werbemusikvideo veröffentlicht. Im Jahr 2012 wurde das Album in der Kategorie "Bestes Album für Kinder" bei der 19. Ausgabe der Porin Music Awards Ceremony nominiert.
Im Jahr 2021 meldete sie sich für Supertalent Croatia an und gewann automatisch die Aufmerksamkeit eines größeren Publikums. Im folgenden Jahr veröffentlichte sie ihre erste unabhängige Single mit dem Titel "Ti Me Razumiješ" (Du verstehst mich), die sofort zum Hit der Woche wurde.

## Diskografie

### Alben
- 2011: Traži Se Prijatelj
- 2012: Dječji Festival Kukuriček 2012

### Singles
- 2022: Ti Me Razumiješ
- 2022: daj mi vremena
- 2023: Desna Strana Knjige